# 薩氏湯鯉
薩氏湯鯉（學名：Kuhlia sauvagii），為輻鰭魚綱鱸形目鱸亞目湯鯉科的其中一種，被IUCN列為易危保育類動物，分布於非洲馬達加斯加淡水、半鹹水域，本魚體橢圓而側扁，眼大，下頷突出，體色銀色，背部鐵青色，體側散部黑色斑點，尾鰭基部黃色，上下葉黑色邊緣，背鰭硬棘11枚；背鰭軟條10枚；臀鰭硬棘3枚；臀鰭軟條11-12枚，體長可達18.1公分，棲息在底中層水域，生活習性不明。